# Munneurycope antarctica
Munneurycope antarctica là một loài chân đều trong họ Munnopsidae. Loài này được Schultz miêu tả khoa học năm 1977.